# Prime d’activité
Die Prime d’activité (deutsch Beschäftigungsprämie) ist eine zur Entschlackung des französischen Sozialstaats mit Art. 57 Loi Rebsamen zum 1. Januar 2016 eingeführte Sozialleistung für Geringverdiener, mit welcher der RSA active, die bisherige Grundsicherung für Aufstocker im Leistungsbezug, und die Eingliederungsprämie (Prime pour l’emploi) ersetzt wurden.
Es handelt sich um eine degressiv gestaffelte Zusatzleistung für geringfügig Beschäftigte und Selbstständige mit unzureichendem Einkommen, die von den Familienkassen (Caisse d’Allocation familiale) bzw. an Landwirte und in der Landwirtschaft Beschäftigte von den Landwirtschaftskassen (Mutualité sociale agricole) ausgezahlt wird. Anrecht auf sie hat uneingeschränkt, wessen Nettolohn das 0,5- bis 1,5-fache des Mindestlohns (SMIC) im Monat beträgt. Unterhalb des 0,5-fachen Mindestlohns schmilzt die Prämie ab, dies soll reguläre Beschäftigung befördern. Es tut sich somit eine gewollte Leistungslücke auf.

## Anspruchsvoraussetzungen
Anspruchsberechtigt ist nach Art. L842-2 Code de la sécurité sociale, wer das 18. Lebensjahr vollendet hat und die französische Staatsbürgerschaft besitzt, Unionsbürger oder Bürger des EWR oder der Schweiz ist oder seit wenigstens fünf Jahren eine Aufenthaltserlaubnis mit Berechtigung zur Erwerbstätigkeit besitzt. Flüchtlinge, subsidiär Geschützte und Staatenlose werden im Rahmen internationaler Abkommen bzw. der Qualifikationsrichtlinie gleichgestellt.
Ausgeschlossen sind Schüler, Studierende, Praktikanten und Auszubildende, sofern ihr Einkommen nicht 78 % des Nettomindestlohns überschreitet, sowie Arbeitnehmer, die der Entsenderichtlinie unterfallen, außerdem Eltern in Erziehungszeit und Arbeitnehmer im Sabbatjahr.

## Leistungshöhe
Die jährlich zum 1. April durch Dekret angepasste Prämie wird aus einem Pauschsatz und einem Bonus aus Bruchteilen des Mindestlohns anhand des in den letzten drei Monaten erzielten Einkommens berechnet. Der Pauschsatz wird für einen nicht selbst berufstätigen Lebenspartner im selben Haushalt um 50 % und für jedes Kind um weitere 30 %, ab dem 3. Kind um weitere 40 % erhöht.
(Pauschsatz
+ Individueller Eingliederungsbonus nach Einkommenshöhe
+ 61 % des Erwerbseinkommens im letzten Trimester)
− Erwerbseinkommen; falls weniger als der Pauschsatz, fiktiv in Höhe des Pauschsatzes
− sonstige Einkünfte
− Wohngeldabschlag
Der Pauschsatz pro berufstätigem Haushaltsmitglied beläuft sich momentan auf 551,51 EUR.
Der individuelle Bonus beginnt gem. Art. D843-2 Code de la sécurité sociale mit dem Wert „0“ beim 59-fachen Mindeststundenlohn (10,03 € im Jahr 2019) und wächst linear mit dem Antragstellereinkommen bis zum 120-fachen des Mindeststundenlohns an, ist jedoch gedeckelt auf 29,101 % des Pauschsatzes. Der Bonus beginnt somit aktuell mit dem Wert „0“ bei einem Einkommen von 591,77 € und wächst theoretisch bis auf 611,83 € bei einem Einkommen von 1203,60 €, was jedoch weit über der Deckelungssumme von 29,101 % × 551,51 EUR = 160,49 € liegt. Tatsächlich wächst der Bonus somit nur in der Einkommensspanne von 591,77 € bis 752,26 € im Monat bis auf die genannten 160,49 € an.
Der Wohngeldabschlag berechnet sich gem. Art. R861-5 Code de la Sécurité Sociale je nach Haushaltsgröße aus 12 % bzw. 14 % des RSA-Regelsatzes.

## Beurteilung
Die maximale Leistung bezieht bei dieser komplizierten Berechnungsmethode mit Abzug fiktiven Einkommens, wer weit unter dem genannten Bonusbereich sein Erwerbseinkommen erzielt, nämlich in Höhe des Pauschsatzes: Er erreicht 336,42 € Prämie. Diese maximale Prämie liegt weit unter dem Regelsatz von 559,74 € (2019) für Erwerbslose. Das Gesetz verfehlt damit seinen Regelungszweck einen Arbeitsanreiz zu bieten und bestraft sogar geringfügige Beschäftigung mit einer Existenzgefährdung, weil ab jedwedem Erwerbseinkommen die Grundsicherung RSA entfällt, so dass es zu Schwarzarbeit einlädt.